# デイム・エドナ・エバレッジ

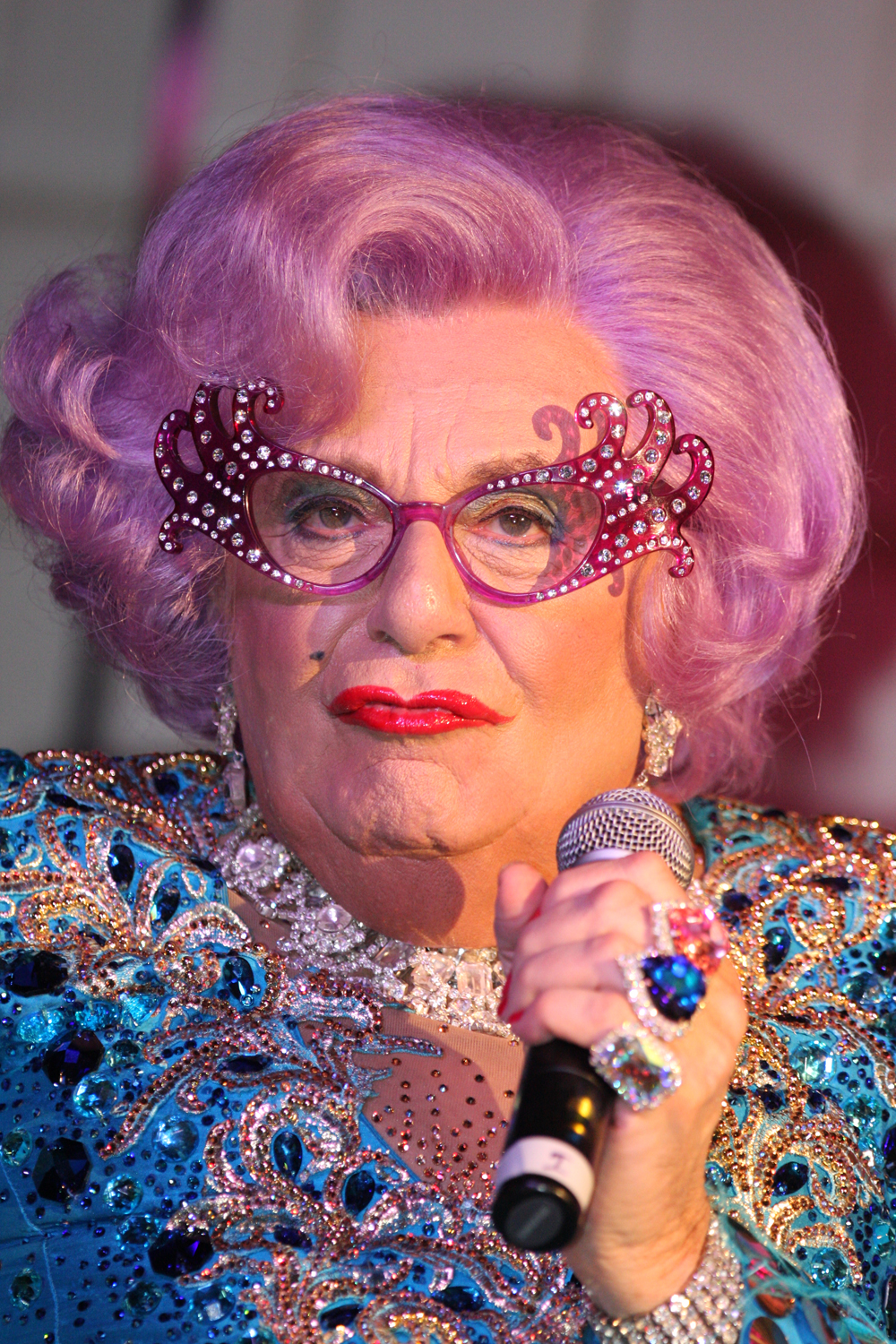
デイム・エドナ

デイム・エドナ・エヴァレッジ (Dame Edna Everage) は、紫色の髪と豪勢なメガネが特徴的な自称「メガスター」。オーストラリアのニューサウスウェールズ州ウォガウォガの郊外にある小さな街で生まれた。デイム・エドナとしても知られる。
実際は、彼女の「マネージャー」であるバリー・ハンフリーズという男性が1955年から演じていたキャラクター。しかしそうした事情や、ハンフリーズが実はメルボルン出身のコメディアンであることなどは「公然の秘密」ということになっていた。

## プロフィール
1955年に「一介の主婦であるエドナ・エヴァレッジ」が芸能活動を開始、その後活動の場をロンドンに移して「メガスターとしての地位を不動のもの」にしたという。テレビや映画での活躍も多く、日本でも『アリー my Love』の第5シーズンにクレア役で準レギュラー出演していた。2000年には『Dame Edna: Royal Tour』でトニー賞の劇場ライブイベント賞を受賞している。
また「エリザベス2世女王から女騎士に叙せられ、デイムの称号を許された」といわれる。「女王とは親しく、ファッションから息子たちの操縦法まで、幅広いアドバイスをしている」らしい。2002年3月に女王の母・エリザベス王太后が死去した際には、実際にその葬列に加わって弔意を表しており、また同年6月に女王の在位50周年を記念してバッキンガム宮殿で行われた記念コンサート「パーティー・アット・ザ・パレス」にも実際に出演して宴に華を添えている。

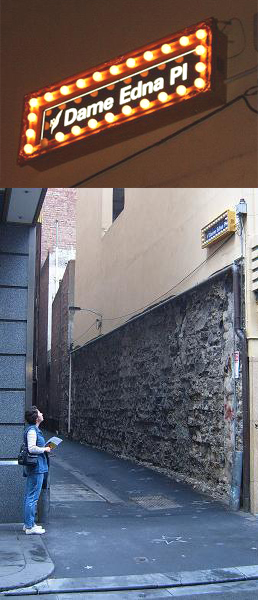
「Dame Edna Place」

オーストラリアでは、「これまでニコール・キッドマン、ケイト・ブランシェット、ラッセル・クロウ、メル・ギブソンなど多くの俳優たちがまだ卵の頃に演技指導をした」という。そうした数々の業績が認められ、メルボルン市からは「市の鍵」を贈られ名誉市民になる。また2007年3月には同市の公道の一つに「Dame Edna Place」という名称が冠せられている。
「死別した夫との間に成人した二男二女がいる」といい、特に次男で「ファッションデザイナーのケニーと、彼と非常に親密で長年にわたって寝食を共にしている同居人の男性」のことを好んで話すが、彼らがどういった関係にあるのかついては全く察知していない模様である。
（なお「」内の文言はデイム・エドナが「マネージャーと作家に代筆させた」著書、及びその「マネージャー」の自伝などからの引用である。）